# Divide y vencerás

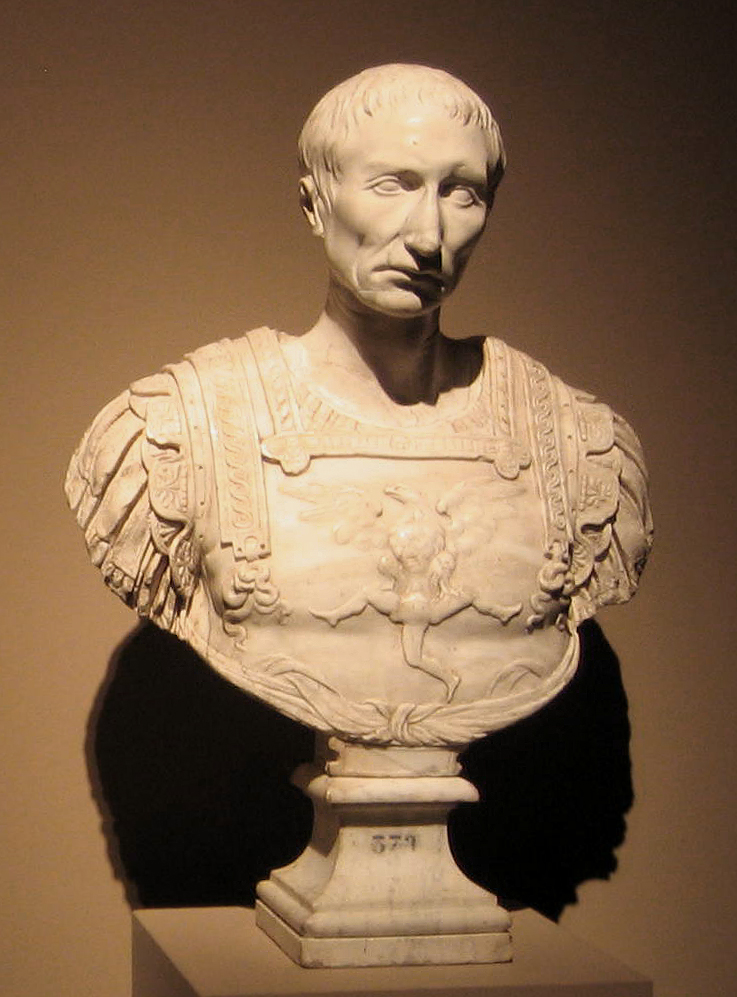
Julio César es el creador de este concepto.

En política y psicología, divide y vencerás o dividir para reinar (del griego: διαίρει καὶ βασίλευε, diaírei kaì basíleue) es ganar y mantener el poder mediante la ruptura de las concentraciones más grandes, en fracciones que tienen menos energía en su aislada individualidad. El concepto se refiere a una estrategia que rompe las estructuras de poder existentes y evita la vinculación de los grupos de poder más pequeños. Podría ser utilizada en todos los ámbitos en los que, para obtener un mejor resultado, es en primer lugar necesario o ventajoso romper o dividir lo que se opone a la solución o a un determinado problema inicial. 
En este sentido, suele ser estrategia de muchos gobiernos intentar generar controversias y problemas en la oposición, el fragmentarla en bloques diferentes que se enfrenten entre sí. De esta manera, al momento de celebrarse elecciones, la oposición divide sus votos totales entre todos los bloques que se generaron previamente producto de ese enfrentamiento. Este escenario facilitaría un triunfo del Gobierno que se presenta como una única coalición electoral, ya que no divide sus votos (aglutinando todos los votos de filiación oficialista) y así termina obteniendo el triunfo por ser primera minoría. Incluso puede llegar a usarse para obtener una victoria más abultada en los comicios y poder así establecer una hegemonía o dominio político.
Posteriormente las máximas latinas divide et impera (pronunciado: dívide et ímpera, «divide y domina»), y sus variantes: divide et vinces, divide ut imperes y divide ut regnes, fueron utilizadas por el gobernante romano Julio César y el emperador de Francia, Napoleón.

## Técnica política
En política y sociología se utiliza para definir una estrategia orientada a mantener bajo control un territorio y/o una población, dividiendo y fragmentando el poder de las distintas facciones o grupos existentes, de tal manera que no puedan reunirse en pos de un objetivo común. De hecho, esta estrategia ayuda a prevenir la formación de una serie de entidades tal vez más pequeñas y a la vez con menos contradicciones internas, cada una titular de una fracción de poder, y con posibilidades de unirse entre sí, formando un solo centro de autoridad, o sea, una nueva y única entidad más relevante y peligrosa. Y precisamente, para evitar uniones y entendimientos, el poder central tiende a dividir y a crear disensiones y desconfianzas entre las distintas facciones, a fin de disminuir las posibilidades de uniones y entendimiento en contra de sí misma.
En resumidas cuentas, la técnica permite a un poder central, que puede ser un gobierno despótico, o una gobernación colonial-imperialista, compuesta por un número relativamente pequeño, gobernar y dominar a una población mucho más numerosa, y de una forma relativamente simple.
La característica típica de esta técnica, consiste pues en crear o alimentar disputas y controversias entre las facciones originales. Al proceder de esta manera, se contribuye al debilitamiento y posterior deterioro de las relaciones entre las facciones o tribus dominadas, haciendo imposible o dificultando las alianzas o coaliciones entre ellas, lo que si se llegara a concretar podría cuestionar el orden establecido.
Otra característica que puede ser utilizada, es la de promover la cooperación financiera no reembolsable, y asimismo apoyar cualquier asunto o tendencia que sea fiel a esta regla, pues una forma de quitar autonomía es creando dependencia. Esta forma de acción conviene aplicarla sólo si se disponen de capacidades políticas y conocimientos relevantes en áreas específicas: ciencia política, historia política, psicología, etc.
Que la técnica "divide y vencerás" es aplicable proporcionando resultados satisfactorios, está bien documentada por la historia, particularmente en el caso de sociedades fragmentadas y con pocas tradiciones comunes, frente al poder de un gran imperio.

## Roma y su política[10]
En el tiempo de los romanos esta era la manera de dirigir el territorio y de evitar disturbios y revueltas por parte de los pueblos itálicos.
En el año 338 a. C. Roma derrotó a su mayor enemigo de la época, la Liga Latina, una confederación de unas 30 aldeas y tribus aliadas para bloquear la expansión romana. No obstante, tras la victoria, los romanos se enfrentaban a un nuevo problema, relativo a cómo gobernar la región evitando que el vacío de poder dejado por la caída de la liga, allanase el camino a otro enemigo aún mayor.
La solución que adoptaron fue la que más tarde se denominaría divide et impera, lo que se convirtió en el fundamento estratégico sobre el cual se forjaría el imperio.
En lugar de tratar de engullir y controlar todas las ciudades, lo cual hubiera diluido el poder en una zona demasiado grande, crearon un sistema mediante el cual algunas ciudades se incorporaron a la república y sus habitantes adquirieron los privilegios que otorgaba la ciudadanía romana, mientras que otras ciudades obtuvieron la independencia total pero se las privó de gran parte de su territorio, y mientras que otras fueron divididas y colonizadas. Además, si alguna ciudad independiente se mostraba lo bastante leal y presta a luchar en favor de Roma, entonces podía ganar el derecho a convertirse en parte de la república romana.
La idea era que Roma ocupase una posición central y las ciudades tuviesen que competir por ganarse el favor romano.

## Mundo moderno[11]
Un ejemplo moderno de este tipo de política, se puede constatar en el Imperio Colonial Británico, y más precisamente en la llamada India Británica, donde los británicos usaron marginalmente sus ejércitos, y contextual y simultáneamente alimentaban disidencias entre las tribus, consolidando así su dominio colonial.
En concreto, los ingleses mantuvieron las fronteras regionales entre los distintos grupos étnicos de la India, para preservar la diversidad cultural y lingüística, así como las fricciones y reclamaciones territoriales de un grupo étnico sobre otro, manteniendo los desacuerdos y las disputas de carácter religioso y social.
De hecho, esta situación sobrevivió a la independencia de la India Británica, desembocando en una serie de luchas internas dentro del subcontinente indio, que fragmentaron lo que en un tiempo fue el gran imperio indo-británico, en cinco estados independientes : India, Pakistán, Bangladés, Bután, y Sri Lanka. Así, las controversias y disputas entre grupos étnicos fueron minando la voluntad y el deseo de las personas a ser un país unido.